# Ouro Preto
Ouro Preto là một đô thị thuộc bang Minas Gerais, Brasil. Đô thị này có diện tích 330,9 km², dân số năm 2007 là 69058 người, mật độ 55,5 người/km².
Thành phố là một thị trấn cổ về việc khai thác vàng trong dãy núi Serra do Espinhaço và được công nhận là một di sản thế giới của UNESCO vì kiến trúc Baroque nổi bật của nó.

## Lịch sử
Được thành lập vào cuối thế kỷ 17, Ouro Preto (có nghĩa là Vàng đen) ban đầu được gọi là Vila Rica, hay "làng giàu", là tâm điểm của cơn sốt vàng và thời kỳ vàng son của Brazil vào thế kỷ 18 dưới sự cai trị của thực dân Bồ Đào Nha.
Thành phố có kiến trúc thuộc địa Bồ Đào Nha, được bảo quản tốt, với các tòa nhà đô thị hiện đại. Các tòa nhà hiện đại được xây dựng phải tuân thủ các tiêu chuẩn duy trì lịch sử của thành phố. Thành phố có nhiều nhà thờ thế kỷ 18, 19 được trang trí bằng vàng và các tác phẩm điêu khắc của Aleijadinho làm cho Ouro Preto một địa điểm du lịch chính của vùng.
Sự giàu có từ khai thác vàng trong thế kỷ 18 tạo ra một thành phố thu hút trí thức châu Âu. Triết học và nghệ thuật phát triển mạnh và bằng chứng của một sự hồi sinh kiến trúc baroque được gọi là "Barroco Mineiro" được minh họa trong kiến trúc cũng như các nhà điêu khắc của Aleijadinho, bức họa của Mestre Athayde, các bản nhạc của nhà soạn nhạc Lobo de Mesquita, và thi ca của nhà thơ như Tomás António Gonzaga. Vào thời điểm đó, Vilaxta Rica là thành phố lớn nhất ở Brazil, với 100.000 cư dân.
Năm 1789, Ouro Preto đã trở thành nơi nổ ra phong trào ly khai Mineira Inconfidência, một cuộc đấu tranh giành độc lập nhưng không thành công. Nhân vật hàng đầu là Tiradentes, đã bị treo cổ trở thành một sự răn đe cho bất kỳ một cuộc cách mạng nào trong tương lai.
Năm 1876, Escola de Minas (trường Mines) được thành lập. Trường này đã thành lập các nền tảng công nghệ cho một số những khám phá khoáng sản ở Brazil.
Ouro Preto là thủ phủ của Minas Gerais từ 1720 cho đến năm 1897, khi nhu cầu của chính phủ tăng lên thì thị trấn trong thung lũng này quá bé nhỏ để trở thành thủ phủ lâu dài. Chính quyền bang đã được chuyển đến thành phố mới theo kế hoạch, Belo Horizonte.

## Hình ảnh

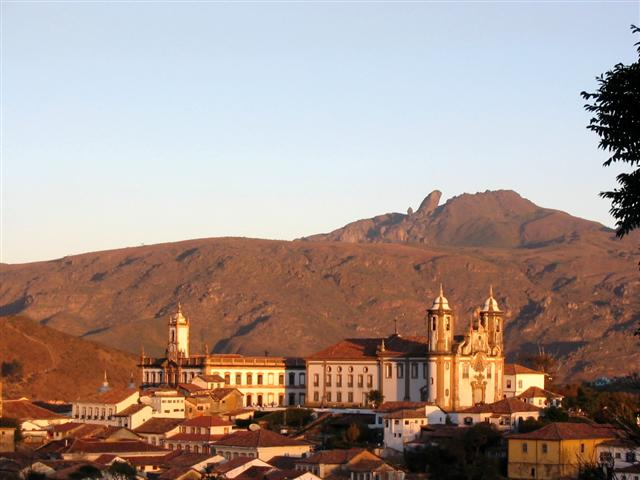
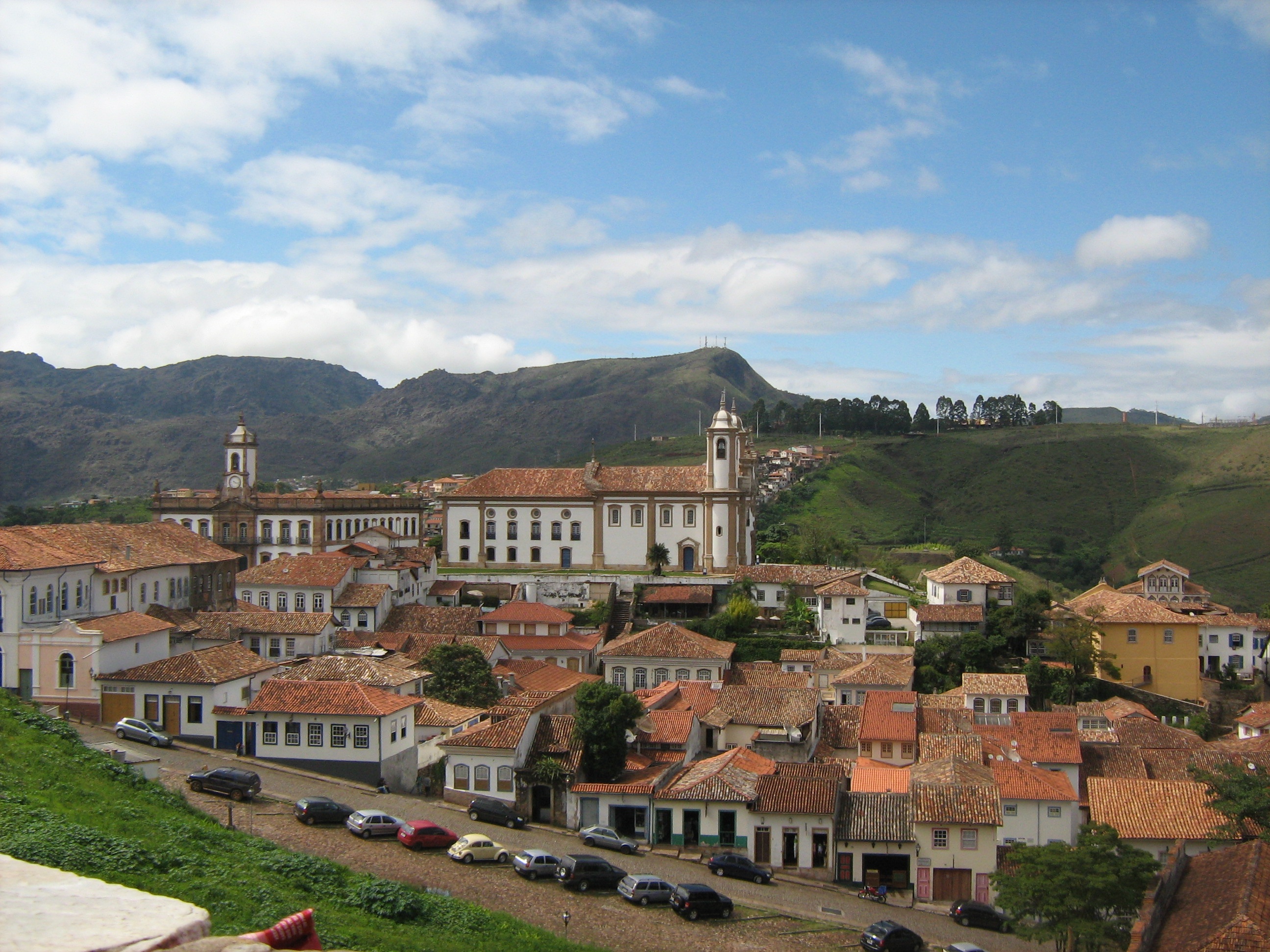
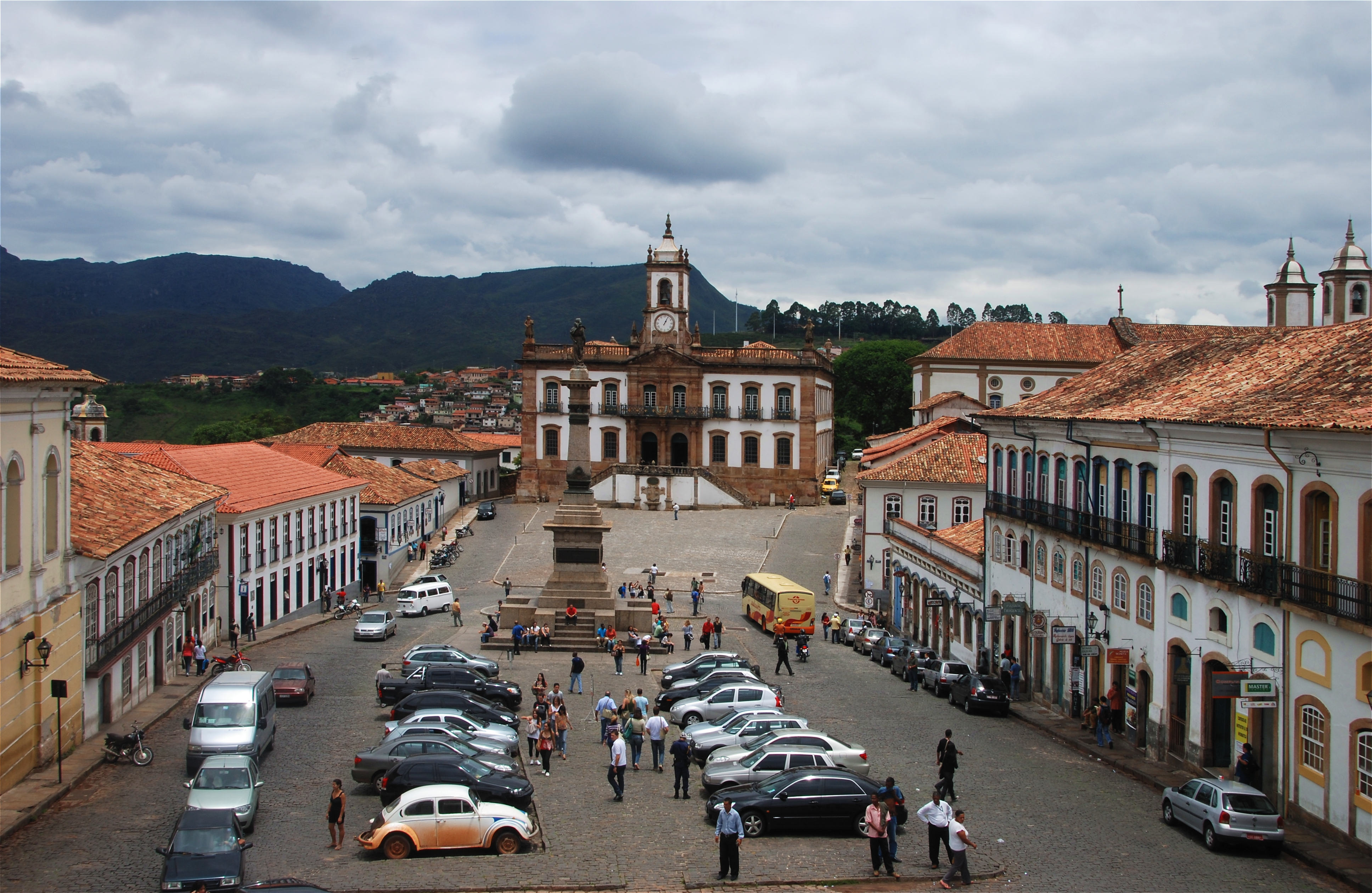
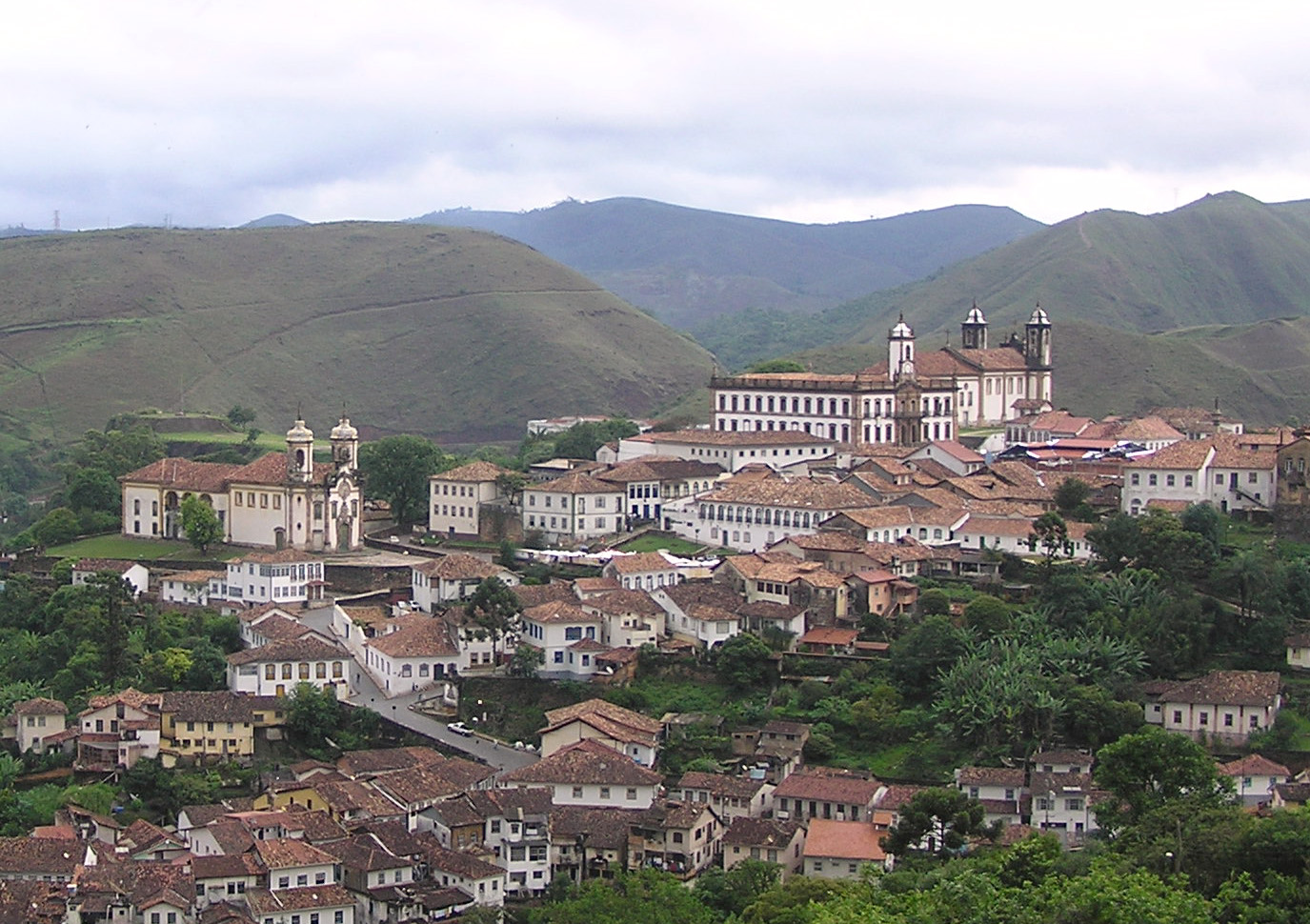
Nhà thờ Carmo và bảo tàng Inconfidencia
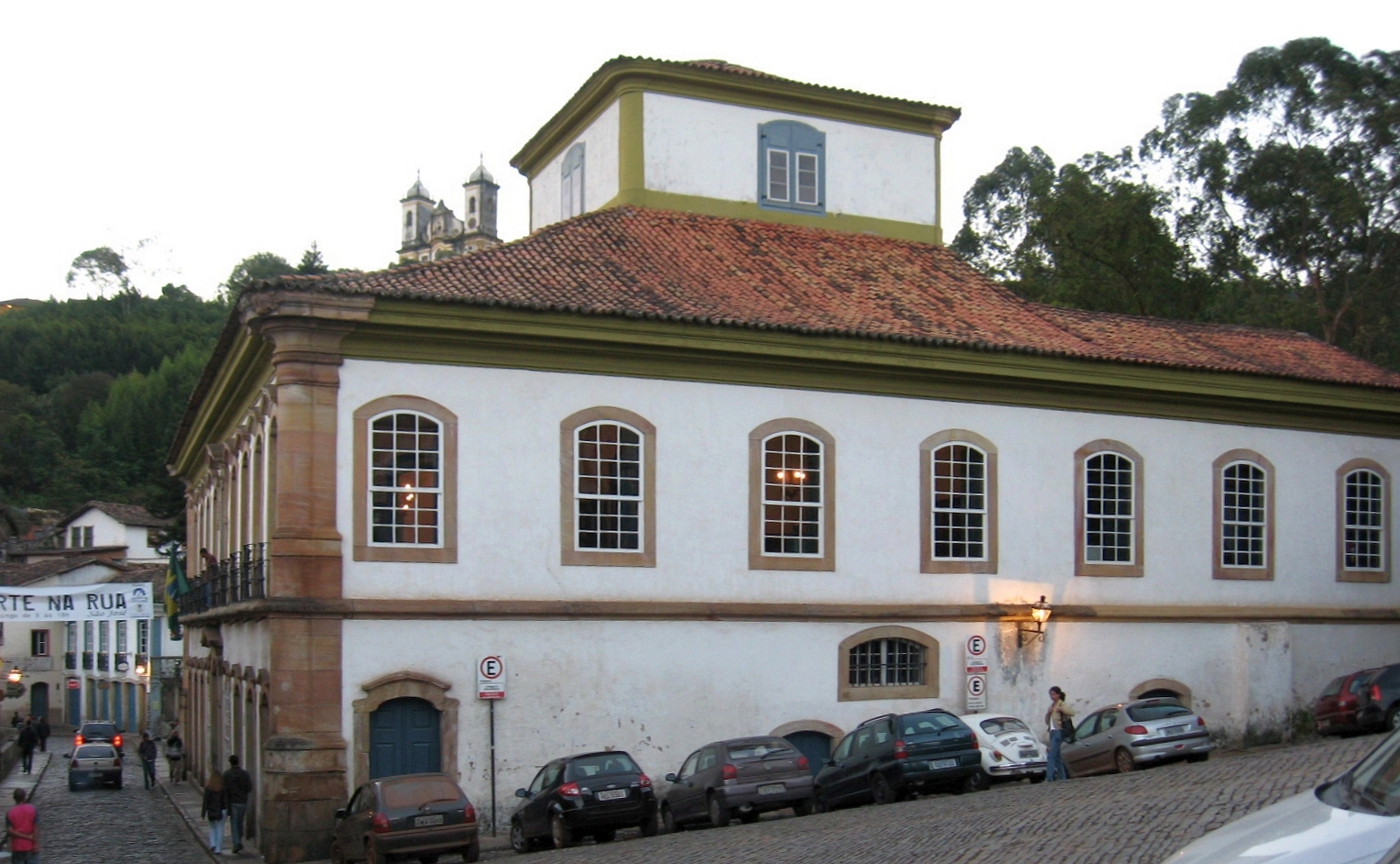
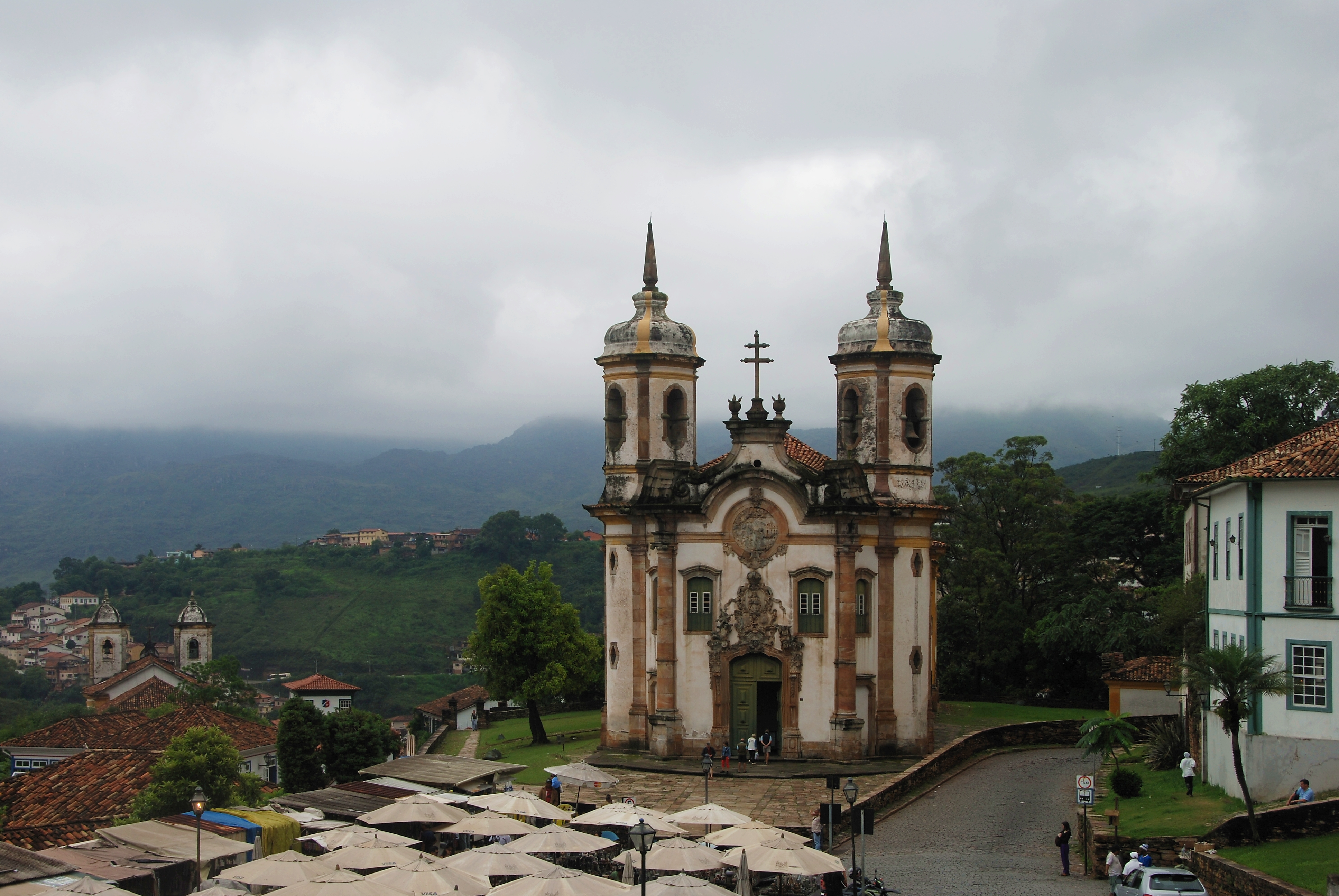
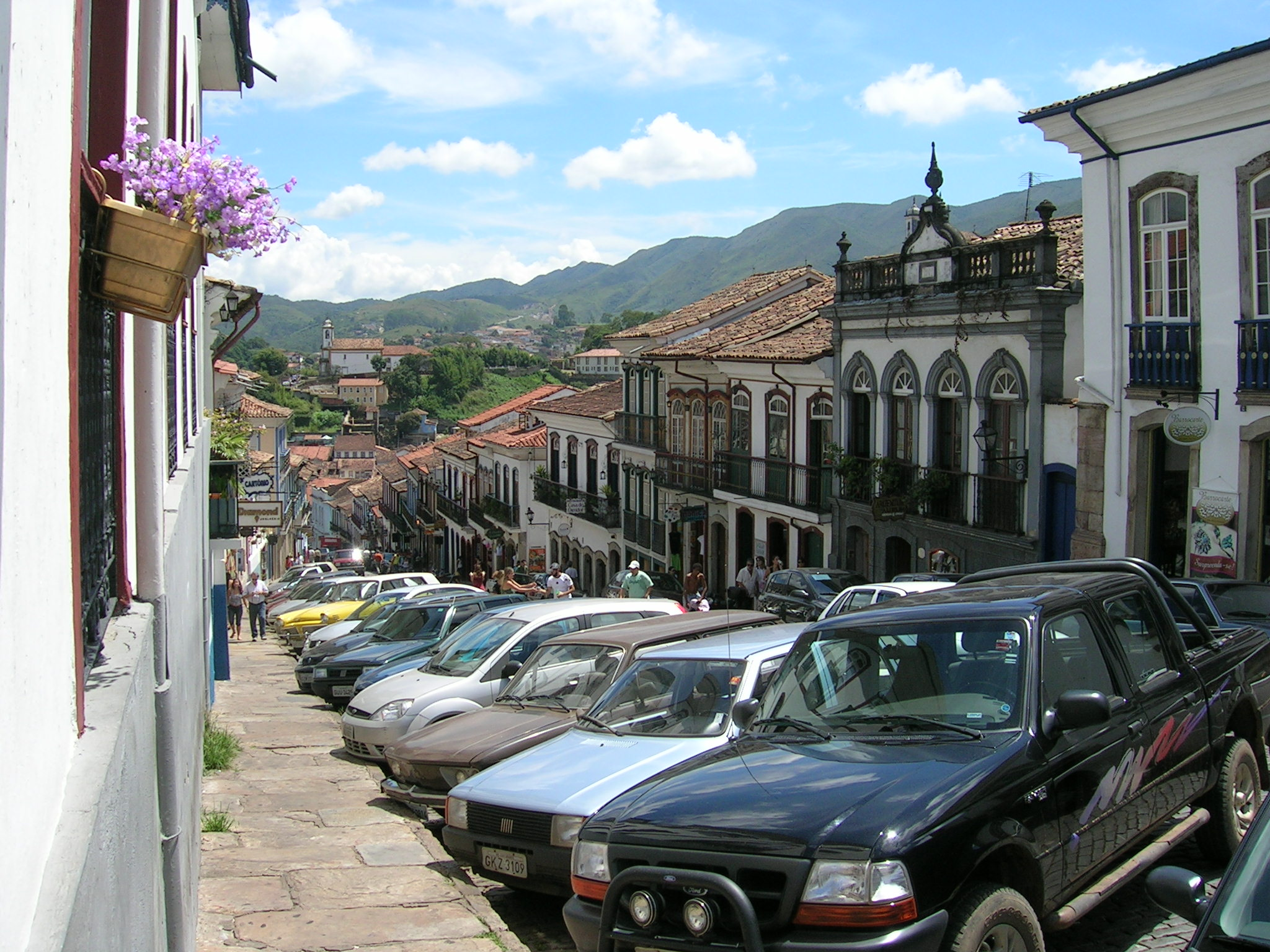